# Feliks Zedler
Feliks Zedler (ur. 24 kwietnia 1942 r. w Modliszewku) – profesor na Uniwersytecie SWPS, Wydziale Psychologii i Prawa w Poznaniu. Profesor emerytowany na Wydziale Prawa i Administracji UAM w Poznaniu, emerytowany kierownik Katedry Postępowania Cywilnego. Główny autor ustawy z dnia 28 lutego 2003 Prawo upadłościowe i naprawcze.

## Praca naukowa
Studia prawnicze na UAM ukończył w 1965 roku i pozostał na macierzystym wydziale przez całe zawodowe życie. Jako pracownik naukowy zdobywał kolejne szczeble awansu. W latach 1966–1972 – asystent, 1972–1978 – adiunkt, 1978–1986 – docent, w 1986 r. uzyskał tytuł profesora. Natomiast w 1995 r. objął stanowisko profesora zwyczajnego. Po studiach odbył także aplikację sądową i w 1967 r. zdał egzamin sędziowski. 
Odbył dwa kursy naukowe: kurs prawa porównawczego (Strasburg, 1972) oraz amerykańskiego (Leida, 1978). Był profesorem wizytującym w Collegium Polonicum w Słubicach. Pełnił szereg funkcji w różnych gremiach. W latach 1982–1993 członek komisji dyscyplinarnej przy Radzie Głównej Szkolnictwa Wyższego. Na swoim wydziale był kierownikiem studium podyplomowego dla notariuszy w okresie 1984–1987. Członek w komisjach państwowych: Komisji ds. Reformy Prawa Cywilnego przy Ministrze Sprawiedliwości w latach 1989–1997 oraz Komisji Kodyfikacyjnej Prawa Cywilnego od 1996 r. Kierował ponadto zespołem ds. reformy prawa upadłościowego. Od 2012 pracuje na Uniwersytecie SWPS. 
Członek Europejskiego Stowarzyszenia Prawników Prawa Upadłościowego oraz Poznańskiego Towarzystwa Przyjaciół Nauk.
Otrzymał nagrody ministra w latach: 1974, 1977, 1987, 1996. Odznaczony Krzyżem Kawalerskim Orderu Odrodzenia Polski.

## Wybrane publikacje
- Powództwo o zwolnienie od egzekucji (praca doktorska, 1973)
- Dochodzenie roszczeń majątkowych od małżonków (wyd. 1976, 1986)
- Postępowanie opiekuńczo-wychowawcze (1986) ISBN 83-219-0337-1
- Bankowe postępowanie ugodowe (1993) ISBN 83-901157-0-0
- Postępowanie zabezpieczające i egzekucyjne. Komentarz (1995) ISBN 83-85709-73-8
- Postępowanie zabezpieczające (1995) ISBN 83-85709-38-X
- Prawo upadłościowe i układowe (1997) ISBN 83-86850-40-X
- Prawo upadłościowe i naprawcze (wraz z A. Jakubeckim, wyd. 2003, 2010) ISBN 978-83-264-0653-9
- Prawo upadłościowe i naprawcze w zarysie (2009) ISBN 978-83-7601-771-6
- Europejskie prawo upadłościowe. Komentarz (red., 2011) ISBN 978-83-264-1290-5